# Động đất Neftegorsk 1995
Động đất Neftegorsk 1995 (tiếng Nga: Землетрясение в Нефтегорске (1995)) là trận động đất xảy ra vào lúc 1:04 (theo giờ địa phương), ngày 28 tháng 5 năm 1995. Trận động đất có cường độ 7,1 Ms, tâm chấn độ sâu khoảng 11 km. Hậu quả trận động đất đã làm 1.989 người chết, 750 người bị thương.